# Адвокатське самоврядування
Адвокатське самоврядування — це гарантоване державою право адвокатів самостійно вирішувати питання організації та діяльності адвокатури в порядку, встановленому законом, а також визначена нормативно-правовими актами система органів, метою діяльності яких є забезпечення високого професійного рівня правової допомоги, що надається адвокатами в Україні, та реалізація правових гарантій адвокатської діяльності.

## Засади та завдання самоврядування
Адвокатське самоврядування ґрунтується на принципах виборності, гласності, обов'язковості для виконання адвокатами рішень органів адвокатського самоврядування, підзвітності, заборони втручання органів адвокатського самоврядування у професійну діяльність адвоката. Брати участь у роботі органів адвокатського самоврядування та бути обраними до їх складу можуть лише адвокати України.
Завданнями адвокатського самоврядування є:
1. забезпечення незалежності адвокатів, захист від втручання у здійснення адвокатської діяльності;
2. підтримання високого професійного рівня адвокатів;
3. утворення та забезпечення діяльності кваліфікаційно-дисциплінарних комісій адвокатури;
4. створення сприятливих умов для здійснення адвокатської діяльності;
5. забезпечення відкритості інформації про адвокатуру та адвокатську діяльність;
6. забезпечення ведення Єдиного реєстру адвокатів України;
7. участь у формуванні Вищої ради юстиції у порядку, визначеному законом.[1]

## Форми і організації адвокатського самоврядування
Головним самоврядуванням адвокатів є Національна асоціація адвокатів України, вона є недержавною некомерційною професійною організацією, яка об'єднує всіх адвокатів України та утворюється з метою забезпечення реалізації завдань адвокатського самоврядування.
Систему адвокатського самоврядування складають національні та регіональні органи адвокатського самоврядування, інші структури, утворені для забезпечення їх діяльності. Регіональні відділення Національної асоціації адвокатів України діють на підставі відповідного положення, що затверджується Радою адвокатів України. У регіональних відділеннях Національної асоціації адвокатів України діють такі регіональні органи адвокатського самоврядування:
1. Конференція адвокатів регіону;
2. Рада адвокатів регіону;
3. Кваліфікаційно-дисциплінарна комісія адвокатури;
4. Ревізійна комісія адвокатів.

До Національних органів самоврядування належать:
1. З'їзд адвокатів України;
2. Рада адвокатів України;
3. Вища кваліфікаційно-дисциплінарна комісія адвокатури.

## Фінансове забезпечення органів адвокатського самоврядування
Утримання органів адвокатського самоврядування може здійснюватися за рахунок:
- плати за складання кваліфікаційного іспиту;
- щорічних внесків адвокатів на забезпечення реалізації адвокатського самоврядування;
- відрахувань кваліфікаційно-дисциплінарних комісій адвокатури на забезпечення діяльності Вищої кваліфікаційно-дисциплінарної комісії адвокатури;
- добровільних внесків адвокатів, адвокатських бюро, адвокатських об'єднань;
- добровільних внесків фізичних і юридичних осіб;
- інших не заборонених законом джерел[1].